# Michael Cuesta
Michael Cuesta (ur. 8 lipca 1963 w Nowym Jorku) – amerykański reżyser i producent filmowy i telewizyjny.

## Życiorys
W 1985 ukończył nowojorską School of Visual Arts. Uznanie przyniósł mu zrealizowany w 2001 dramat L.I.E. z Paulem Dano w roli głównej. Opowiada on o relacjach między piętnastoletnim chłopcem a znacznie od niego starszym homoseksualnym mężczyzną. Cuesta był także współscenarzystą tego obrazu. W 2005 nakręcił kolejny psychologiczny dramat 12 lat i koniec, historię trojga dzieci, które muszą sobie poradzić z tragiczną śmiercią rówieśnika.
Cuesta pracuje także na potrzeby telewizji. Ma w swoim dorobku kilka odcinków Sześciu stóp pod ziemią oraz Dextera.

## Wybrana reżyseria
- L.I.E. (2001)
- 12 lat i koniec (Twelve and Holding, 2005)
- Mściwe serce (Tell-Tale, 2009)